# الدم واللمف

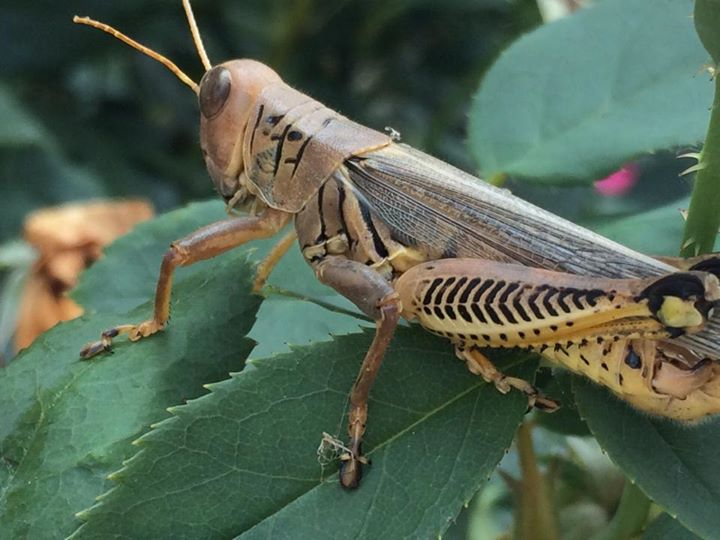

الدَّمَلِمْف، الدم واللمف، اللمف الدموي (بالإنجليزية: Hemolymph هيموليمف ) هو سائل في جهاز الدوران في بعض مفصليات الأرجل (بما في ذلك العنكبوت والقشريات مثل السرطان والربيان وحتى بعض الحشرات مثل ذباب الحجر) وهو مشابه للسوائل والخلايا التي تشكل كلاً من الدم والسائل الخلالي (بما في ذلك المياه والبروتينات والدهون والسكريات والهرمونات وما إلى ذلك) في الفقاريات مثل الطيور والثدييات. إضافة إلى ذلك، تمتلك بعض الرخويات غير المفصلية جهازًا دوريًا دمويًا لمفاويًا.
يملأ الهيموليمف الجزء الداخلي (الجوف الدموي) من جسم الحيوان ويحيط بجميع الخلايا. ويحتوي كذلك على الهيموسيانين، وهو بروتين قائم على النحاس يتحول إلى اللون الأزرق عند أكسدته، بدلاً من خضاب الدم القائم على الحديد في خلايا الدم الحمراء الموجودة في الفقاريات وبالتالي يتخذ الهيموليمف اللون الأخضر المائل إلى الزرقة بدلاً من اللون الأحمر في دم الفقاريات. وفي حالة عدم الأكسدة، يفقد الهيموليمف لونه بسرعة ويبدو رمادي اللون. ولا يستخدم الهيموليمف في المفصليات الأقل رتبة، مثل معظم الحشرات، في نقل الأكسجين لأن هذه الحيوانات تتنفس بطريقة مباشرة من أسطح أجسامها (الداخلية والخارجية) في الهواء، لكنها تحتوي على مواد مغذية مثل البروتينات والسكريات.
كذلك يمكن أن يحتوي الهيموليمف على العوامل النووية التي تمنح حماية مجمدة خلوية إضافية. ووجدت مثل هذه العوامل النووية في هيموليمف الحشرات من عدة طبقات، على سبيل المثال الخنافس (الخنافس) وذوات الجناحين (الحشرات) وغشائيات الأجنحة.
فضلاً عن ذلك، يمكن أن تعمل الحركات العضلية التي يؤديها الحيوان أثناء الحركة على تسهيل حركة الهيموليمف ولكن التدفق المتحول من منطقة إلى أخرى محدودًا. وعندما ينبسط القلب، يعود الدم مرة أخرى إلى القلب من خلال المسام المفتوحة من الجانبين (فوهات).
ويتألف الهيموليمف من مياه وأملاح لاعضوية (معظمها من Na+ وCl- وK+ وMg2+ وCa2+) ومركبات عضوية (معظمها من الكربوهيدرات والبروتينات والدهنيات). ويعتبر الهيموسيانين ناقل الأكسجين الأساسي الجزيئي.
وهناك خلايا تتمتع بحرية الحركة، وهي الكريات الدموية، داخل الهيموليمف . وتلعب دورًا حيويًا في الجهاز المناعي لدى مفصليات الأرجل. ويوجد الجهاز المناعي في الهيموليمف . ومثلما هو الحال في نمو الحشرة، يعمل الهيموليمف شيئًا ما مشابهًا للنظام الهيدروليكي، الذي يُمكن الحشرة من نشر الأجزاء قبل تصلبها.
يتم المحافظة على حجم الهيموليمف اللازم لهذا النظام في الحد الأدنى من خلال تقليل حجم تجويف الجسم. وينقسم الجوف الدموي إلى غُرف تسمى الجيوب الأنفية.
في الجندب، يتكون الجزء المغلق للنظام من قلوب أنبوبية وشريان أورطي متصل على طول الجانب الظهري للحشرة. وتضخ القلوب الهيموليمف في الجيوب الأنفية للجوف الدموي عند حدوث عملية استبدال المواد.
وتجلب الحركات المنسقة لعضلات الجسم الهيموليمف تدريجيًا للعودة إلى الجيوب الأنفية الظهرية المحيطة بالقلوب. وتنفتح الصمامات الصغيرة في جدار القلوب بين الانقباضات، لتسمح بدخول الهيموليمف .
وربما يبدو هذا الجهاز المفتوح غير فعال مقارنة بالأجهزة الدورية المغلقة التي تشبه تلك التي تمتلكها الثدييات ولكن يكون لكليهما متطلبات مختلفة موضوعة فيهما. في حين أنه في الفقاريات، يكون الجهاز الدوري هو المسؤول عن نقل الأكسجين إلى جميع الأنسجة ونزع ثاني أكسيد الكربون منها. وهذا هو الشرط المطلوب الذي يُحدد مستوى الأداء المطلوب من الجهاز. لذا تُعتبر كفاءة نظام الفقاريات أكبر بكثير من المطلوب لنقل المواد الغذائية والهرمونات وهلم جرًا، في حين في الحشرات، تحدث عملية تبادل الأكسجين وثاني أكسيد الكربون في جهاز القصبة الهوائية. ولا يلعب الهيموليمف أي دور في هذه العملية في معظم الحشرات. في حين أنه في بعض الحشرات التي تعيش في بيئات منخفضة الأكسجين، هناك جزيئات تشبه الهيموجلوبين تربط الأكسجين وتنقله إلى الأنسجة. ولذلك، فإن المطالب الموضوعة على النظام أقل من ذلك بكثير. وتحتوي بعض المفصليات ومعظم الرخويات على الهيموسيانين المحتوي على النحاس لنقل الأكسجين.

## الاستخدامات المتخصصة
في بعض الأنواع، يكون للهيموليمف استخدامات أخرى فضلاً عن كونه متشابهًا مع الدم. وهناك بعض أنواع الحشرات القادرة على قذف الدم عندما تتعرض للهجوم من قبل الحيوانات المفترسة. وكذلك تتغذى ملكات النمل على الهيموليمف التي تنتجها اليرقة.